# Beylerbeyi, Sarayköy
Beylerbeyi là một xã thuộc huyện Sarayköy, tỉnh Denizli, Thổ Nhĩ Kỳ. Dân số thời điểm năm 2010 là 1.125 người.